# Come to My Window
Come to My Window is een nummer van de Amerikaanse zangeres Melissa Etheridge uit 1993. Het is de tweede single van haar vierde studioalbum Yes I Am.
"Come to My Window" was het eerste nummer dat Etheridge uitbracht nadat ze uit de kast kwam. Homorechten zijn dan ook het thema van het nummer. Hierdoor werd de plaat veel gedraaid door radiostations, vaak ook via inbelverzoeken. In de tekst zingt Etheridge dat ze alles zou doen om bij haar geliefde te zijn. Het nummer bereikte een bescheiden 25e positie in de Amerikaanse Billboard Hot 100. Hoewel de plaat in het Nederlandse taalgebied geen hitparades bereikte, wordt het wel dikwijls gedraaid door diverse radiostations.